# Maroc-Tubsat
Maroc-Tubsat è stato il primo satellite del Marocco. 
Il satellite, del tipo CubeSat, è frutto della collaborazione fra Marocco e Germania ed è stato realizzato dall'Università tecnica di Berlino in collaborazione con  il Centro reale per il telerilevamento spaziale marocchino. Il lancio è stato effettuato il 10 dicembre 2001 dal Cosmodromo di Bajkonur con un razzo vettore Zenit.
Il satellite, con una massa al lancio era di 47 Kg, è stato posto in orbita eliosincrona. Maroc-Tubsat era destinato all'osservazione terrestre e i suoi compiti principali consistevano nel telerilevamento e nel rilevamento della vegetazione. Era equipaggiato con una fotocamera e un sistema di trasmissione dei dati, che venivano captati da due stazioni riceventi, una posta a Berlino e l'altra posta a Rabat. Fino al 2012, il satellite era ancora operativo.